# Greatest Hits Vol. 3 (Live & Loud)
Greatest Hits Vol. 3 (Live & Loud) – trzeci album zespołu The Cockney Rejects nagrany z udziałem publiczności w londyńskim studiu Abbey Road 25 stycznia 1981.

## Utwory
1. "The Rocker" – 2:26
2. "Bad Man" – 2:38
3. "I'm Not a Fool" – 3:50
4. "On the Waterfront" – 2:58
5. "On the Run" – 3:39
6. "Hate of the City" – 5:49
7. "Easy Life" – 2:57
8. "War on the Terraces" – 2:34
9. "Fighting in the Streets" – 2:46
10. "Greatest Cocjkney Rip Off" – 2:21
11. "Join the Rejects" – 3:34
12. "Police Car" – 1:48
13. "East End" – 2:41
14. "Motorhead" – 3:05
15. "Hang'em High" – 4:12

## Skład
- Jeff "Stinky" Turner – wokal
- Mick Geggus – gitara, wokal
- Vince Riodan – gitara basowa, wokal
- Keith "Sticks" Warrington – perkusja